# Alessandro Lambruschini
Alessandro Lambruschini (* 7. Januar 1965 in Fucecchio) ist ein ehemaliger italienischer Hindernisläufer.
Er war in den 1990er-Jahren neben dem deutschen Steffen Brand der beste Europäer im 3000-Meter-Hindernislauf und so der Nachfolger seines Landsmannes Francesco Panetta.
Bei den Olympischen Spielen 1988 und 1992 belegte er jeweils Platz vier, um dann 1996 eine Bronzemedaille zu gewinnen. Bei den Weltmeisterschaften 1993 gewann er ebenfalls Bronze mit seiner persönlichen Bestzeit von 8:08,78 min. In all diesen Rennen ging Gold und Silber jeweils an kenianische Läufer.
Seine größten Erfolge feierte er bei Europameisterschaften. Hier konnte er 1990 die Bronzemedaille, 1994 die Goldmedaille und 1998 die Silbermedaille gewinnen. 